# Country Club (Califòrnia)
Country Club és una concentració de població designada pel cens dels Estats Units a l'estat de Califòrnia. Segons el cens del 2000 tenia 9.462 habitants.

## Demografia
Segons el cens del 2000, Country Club tenia 9.462 habitants, 3.596 habitatges, i 2.531 famílies. La densitat de població era de 1.912,7 habitants per km².
Dels 3.596 habitatges en un 33,3% hi vivien nens de menys de 18 anys, en un 50,4% hi vivien parelles casades, en un 14,1% dones solteres, i en un 29,6% no eren unitats familiars. En el 23,3% dels habitatges hi vivien persones soles l'11,2% de les quals corresponia a persones de 65 anys o més que vivien soles. El nombre mitjà de persones vivint en cada habitatge era de 2,62 i el nombre mitjà de persones que vivien en cada família era de 3,1.
Per edats la població es repartia de la següent manera: un 27,4% tenia menys de 18 anys, un 7,5% entre 18 i 24, un 28,5% entre 25 i 44, un 20,3% de 45 a 60 i un 16,3% 65 anys o més.
L'edat mediana era de 36 anys. Per cada 100 dones de 18 o més anys hi havia 90,1 homes.
La renda mediana per habitatge era de 40.036 $ i la renda mediana per família de 43.114 $. Els homes tenien una renda mediana de 34.583 $ mentre que les dones 26.241 $. La renda per capita de la població era de 18.470 $. Entorn del 9,5% de les famílies i l'11,5% de la població estaven per davall del llindar de pobresa.

## Poblacions més properes
El següent diagrama mostra les poblacions més properes.